# 6143 Pythagoras
6143 Pythagoras è un asteroide della fascia principale. Scoperto nel 1993, presenta un'orbita caratterizzata da un semiasse maggiore pari a 2,8552003 UA e da un'eccentricità di 0,0727737, inclinata di 1,56789° rispetto all'eclittica.